# Rubrouck
Rubrouck (niederländisch Rubroek, Aussprache [ʁybʁuk]) ist eine französische Gemeinde mit 915 Einwohnern (Stand: 1. Januar 2022) im Département Nord in der Region Hauts-de-France. Sie gehört zum Arrondissement Dunkerque und ist Mitglied im Gemeindeverband Cœur de Flandre Agglo. Die Bewohner werden Rubrouckois und Rubrouckoises genannt.

## Geografie

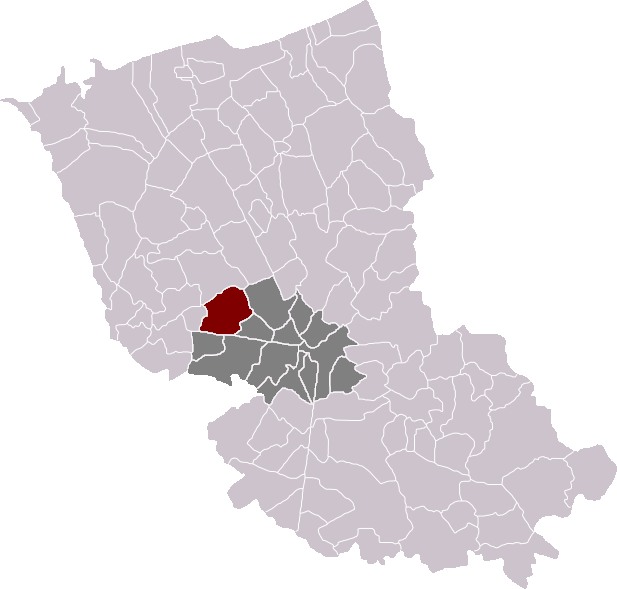
Lage von Rubrouck im Arrondissement Dunkerque

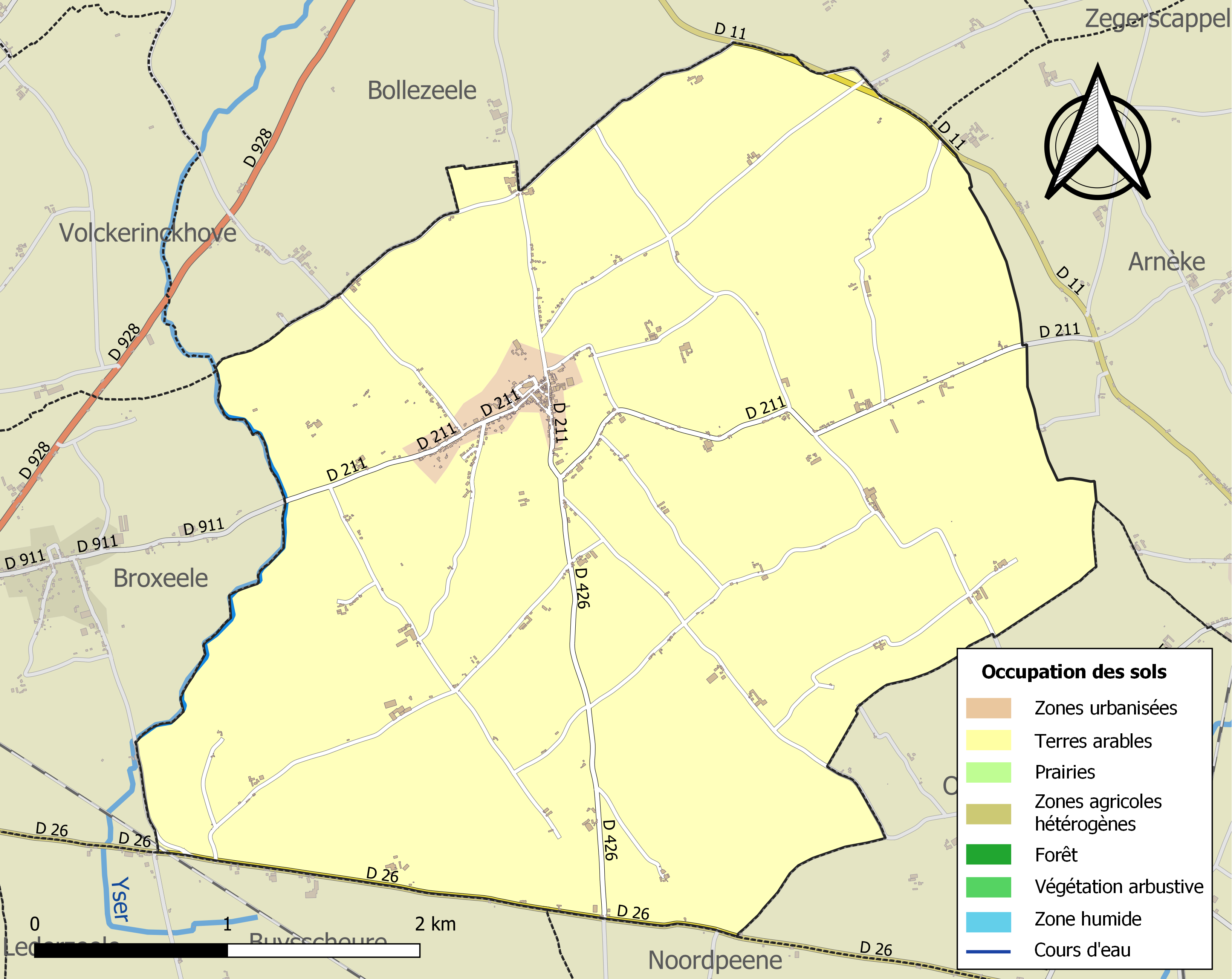
Bodennutzung und Infrastruktur der Gemeinde (2018)

Rubrouck liegt in Französisch-Flandern, etwa 22 Kilometer südlich von Dünkirchen und etwa 56 Kilometer nordwestlich von Lille in der Région naturelle Houtland. Der Küstenfluss Yser begrenzt das Gemeindegebiet im Westen. Außerdem wird Rubrouck von der Becque de la Reine, der zeitweise trockenfallenden Steenaert Becque, der Becque Séparative, der Roesten Helts Becque, der Cray Hill Becque, der Pis Becque, der Poel Becque und von verschiedenen anderen Bächen entwässert. Das Zentrum von Buysscheure liegt auf einer Höhe von etwa 30 m. Das Gelände der Gemeinde ist relativ flach, fällt in der Breite nach Norden hin auf bis 20 m ab und steigt im äußersten Südosten am Fuß einer Anhöhe auf über 60 m an.
Rund 98 % der Fläche der Gemeinde werden landwirtschaftlich genutzt, etwa 2 % entfallen auf bebaute Flächen (Stand: 2018).
Rubrouck grenzt im Norden an Bollezeele, im Nordosten an Arnèke, im Südosten an Ochtezeele und Noordpeene, im Südwesten an Buysscheure, im Westen an Broxeele und im Nordwesten an Volckerinckhove.

## Geschichte
Der Name der Gemeinde leitet sich aus den germanischen rūha (rau, d. h. mit Gestrüpp) und brōka (Sumpf) ab. Namensformen waren in der Folge „Rubroch“ (1104), „Rubruch“ (1113 und um 1120), „Rubruc“ (1139, 1170 und um 1220), „Ringuinscura“ (1197), „Riugschura“ (1196), „Rewenescura“ (1197), „Ruenscure“ (1201), „Ruinschura“ (1203), „Reuinscura“ (1205), „Ruenescura“ (1211), „Ringuinescure“ (1218), „Rubroc“ (1183, 1194 und 1203), „Rosbruc“ (1168), „Rubroec“ (1215), „Rubruec“ (1218. 1219), „Rubruech“ (1221).
Eine organisierte Pfarrei entstand dort seit Beginn des 12. Jahrhunderts, als der Kirchenzehnt von Papst Calixt II. zugunsten der Abtei Notre-Dame de Bourbourg bestätigt wurde. Ein beträchtlicher Teil der Ländereien von Rubrouck fiel unter die Gerichtsbarkeit des Grafen von Flandern oder gleichzeitig Seigneur von Cassel, dann des Königs von Spanien und ab 1678 (Datum des Vertrags von Nimwegen) des Königs von Frankreich. Ein anderer Teil des Territoriums war abhängig von bestimmten Herrschaften, beispielsweise denen von Clytte oder Belhof. Es gab eine Adelsfamilie namens Rubrouck, von der sich im 14. Jahrhundert jede Spur verlor.

## Bevölkerungsentwicklung
| Jahr                       | 1962 | 1968 | 1975 | 1982 | 1990 | 1999 | 2006 | 2013 | 2020 |
| Einwohner                  | 812  | 724  | 681  | 674  | 702  | 772  | 882  | 963  | 924  |
| Quellen: Cassini und INSEE |      |      |      |      |      |      |      |      |      |

## Sehenswürdigkeiten
- Kirche Saint-Sylvestre vom Bautyp Hallenkirche aus dem 16. und 18. Jahrhundert, seit 1987 als Monument historique klassifiziert. Sie birgt zahlreiche Ausstattungsgegenstände, die in der Base Palissy gelistet sind, darunter eine große Anzahl, die als Monument historique der beweglichen Objekte klassifiziert sind.
- Reste einer mittelalterlichen Erdhügelburg im Weiler Plaetze, seit 1980 als Monument historique eingeschrieben

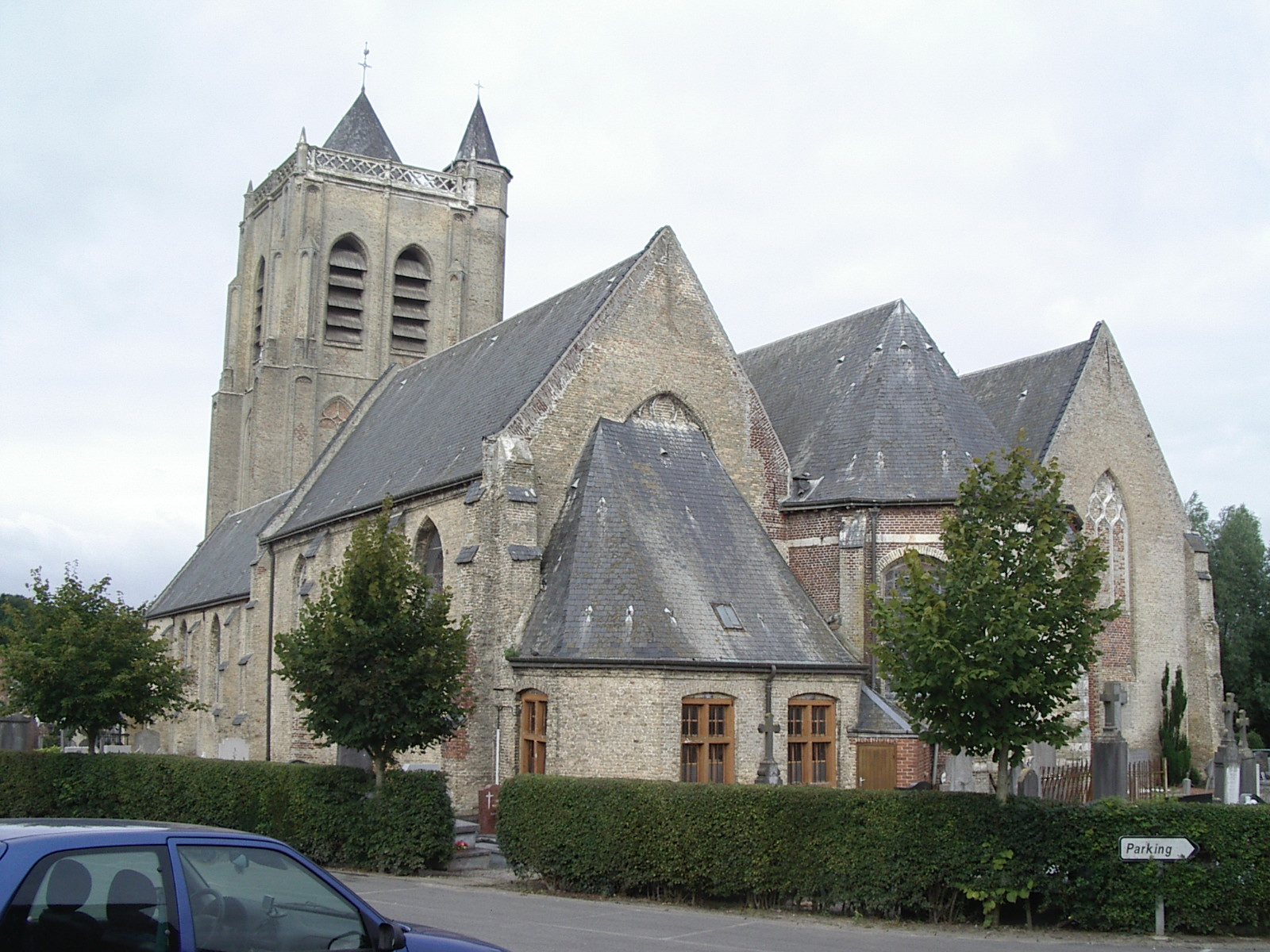
Kirche Saint-Sylvestre
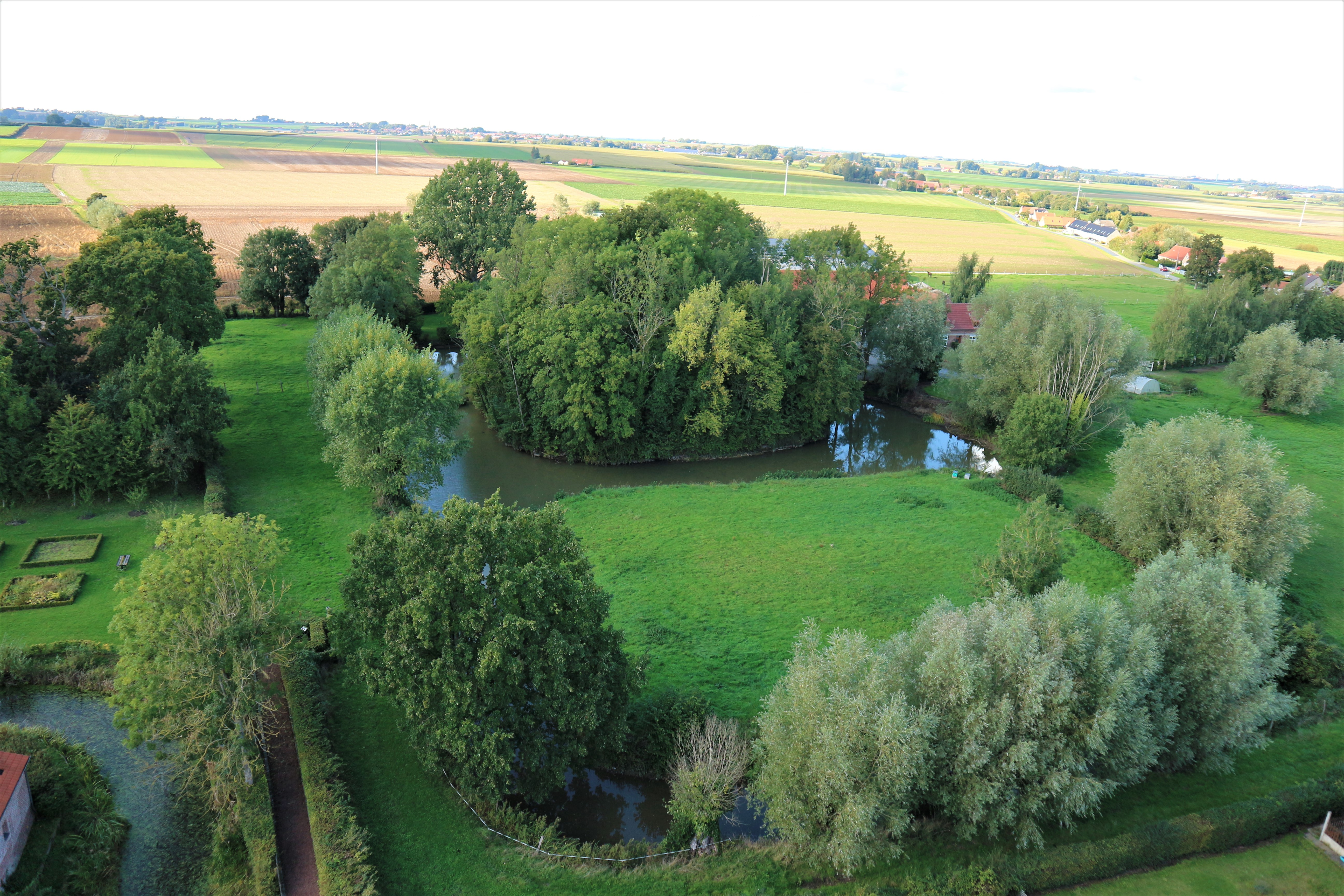
Ehemaliger Burghügel
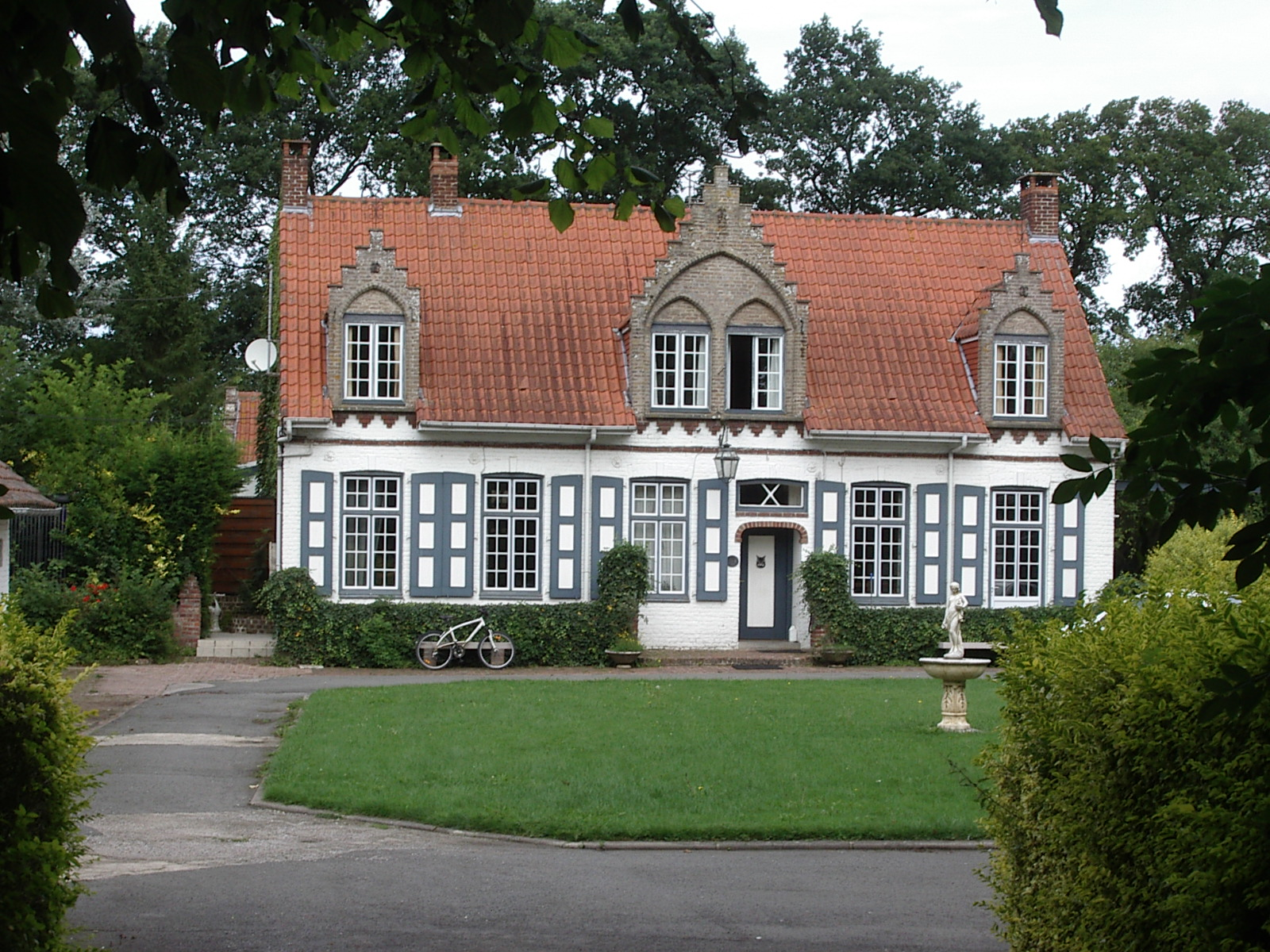
Ehemaliges Herrenhaus

## Verkehr
Rubrouck liegt abseits größerer Verkehrsachsen. Die Departementsstraße D 26 von Watten nach Cassel wird entlang der südlichen Gemeindegrenze geführt, die Departementsstraße D 11 von Gravelines nach Cassel an der nördlichen Gemeindegrenze. Die nachgeordneten Departementsstraßen D 211, D 426 und lokale Landstraßen verbinden das Zentrum mit den Weilern der Gemeinde und den Nachbargemeinden.
Die Eisenbahn-Schnellfahrstrecke LGV Nord von Paris zum Eurotunnel berührt das Gemeindegebiet im äußersten Südwesten ohne Haltepunkt.

## Persönlichkeiten
- Wilhelm von Rubruk (zwischen 1215 und 1220–um 1270), Franziskaner und Forschungsreisender des 13. Jahrhunderts